# 第2回NHK紅白歌合戦
『第2回NHK紅白歌合戦』（だいにかいエヌエイチケイこうはくうたがっせん）は、1952年（昭和27年）1月3日にNHK東京放送会館第1スタジオで行われた、第2回目のNHK紅白歌合戦。19時30分から21時にNHKで生放送された。

## 概要
前年に1回限りの特別番組として放送された「紅白音楽合戦」が好評だったことから、前年と同じく正月特別番組として開催した。この時点ではあくまで単発の特別番組という位置づけであり、後に年1回の放送が定着した時、遡ってこの日の放送が「第2回」とされた。

## 出演者

### 司会者
- 紅組司会：丹下キヨ子 - 女優。『日曜娯楽版』出演者。
- 白組司会：藤倉修一 - NHKアナウンサー。
- 総合司会：田辺正晴 - NHKアナウンサー。

藤倉・田辺は前回から続投したが、紅組司会については前回担当の加藤道子が「アドリブが利かない」と判断され丹下に交代となった。

### 出場歌手
初出場。
| 紅組       | 紅組 | 紅組                       | 白組     | 白組 | 白組               |
| 歌手       | 回   | 曲                         | 歌手     | 回   | 曲                 |
| ---------- | ---- | -------------------------- | -------- | ---- | ------------------ |
| 暁テル子   | 2    | 東京シューシャイン・ボーイ | 伊藤久男 | 初   | 山のけむり         |
| 池真理子   | 初   | 恋の街角で                 | 宇都美清 | 初   | さすらいの旅路     |
| 笠置シヅ子 | 初   | 買物ブギ                   | 岡本敦郎 | 初   | あこがれの郵便馬車 |
| 久保幸江   | 初   | ヤットン節                 | 霧島昇   | 初   | 赤い椿の港街       |
| 越路吹雪   | 初   | ビギン・ザ・ビギン         | 鈴木正夫 | 2    | 豊年踊り           |
| 三条町子   | 初   | 東京悲歌                   | 瀬川伸   | 初   | 上州鶴             |
| 菅原都々子 | 2    | 江の島悲歌                 | 竹山逸郎 | 初   | 愛染橋             |
| 轟夕起子   | 初   | 腰抜け二挺拳銃             | 津村謙   | 初   | 上海帰りのリル     |
| 平野愛子   | 初   | 虹よいつまでも             | 鶴田六郎 | 2    | 航海シャンソン     |
| 二葉あき子 | 2    | モロッコから来た女         | 灰田勝彦 | 初   | アルプスの牧場     |
| 三原純子   | 初   | しのび泣く雨               | 林伊佐緒 | 2    | ダゴダの黄昏       |
| 渡辺はま子 | 2    | 桑港のチャイナ街           | 藤山一郎 | 2    | オリンピックの歌   |

### 審査員
- 中山晋平 - 作曲家、審査委員長。
- 聴取者代表4名

## 当日のステージ
- 前回と同じく、NHK東京放送会館ラジオ第1スタジオで公開収録。
- この回の音声および映像は、現存していない。披露曲や歌唱順については複数の説が存在しており、上述の曲目はNHKの公式記録であるが、その他の説もカッコ内に記している。
- 当時の番組風景を撮影した写真が現存する紅白は今回が最古であり（前回は全く現存していない）、以後の回は全て写真が現存する。後年、白組司会の藤倉の著書の中にも今回の番組風景を撮影したスチールが掲載されている（丹下と藤倉の両司会の番組進行の模様を撮影したもの）。
- 正月開催だったため、ステージ上方には「謹賀新年」のプレートが飾られた。
- 前回で応援電話によりNHKの電話回線がパンクしたことに備え、今回は専用の特設電話が設置された[2]。
- 当初は松島詩子が出場予定であったが、昼間に日光で正月公演の後、乗っていた車がNHKへ向かう途中に都電と衝突する事故を起こし重傷を負ったため出場が不可能になる。NHKは急遽越路吹雪に代役を依頼、受けた越路は自宅で新年会の真っ最中で酒が入っていたが、代役を歌い上げた。松島の事故については、本番中に所轄の警視庁から特設電話に経過が混線し、状況が全国に知れ渡った[3]。
- 両軍トリは2年連続で渡辺・藤山が担当。藤山は、この年開催されたヘルシンキオリンピックのテーマソング「オリンピックの歌」を歌った。
- 優勝は白組。
- 使用したマイクは、東芝A型ベロシティーマイクロホンOB-1028。
- 2022年8月30日に三条町子が死去して以降、第2回出演歌手のうち存命者は、同年9月時点で三条と同じ青森県出身の菅原都々子ただ1人となっている。菅原は第1回出演者としても司会者を含め唯一の存命者である。